# Dennery
Dennery – miasto w Saint Lucia; 2900 mieszkańców (2006). Miasto jest stolicą dystryktu Dennery. Drugie co do wielkości miasto kraju.